# Breutelia brachyphylla
Breutelia brachyphylla är en bladmossart som beskrevs av Brotherus 1920. Breutelia brachyphylla ingår i släktet gullhårsmossor, och familjen Bartramiaceae. Inga underarter finns listade i Catalogue of Life.